# Maurizio Flick
Maurizio Flick (* 12. November 1909 in Mailand; † 23. April 1979 in Rom) war ein italienischer Jesuit und Theologe.

## Leben
Er trat am 12. November 1928 in die Gesellschaft Jesu ein und wurde am 26. Juli 1939 zum Priester geweiht. Von 1934 bis 1936 war er Professor für Philosophie am Pontificio Collegio Leoniano in Anagni. Er lehrte als Professor für Theologie am Pontificio Collegio Leoniano von 1940 bis 1941 und als Professor für Theologie an der Pontificia Università Gregoriana seit 1945.

## Schriften (Auswahl)
- L'attimo della giustificazione secondo S. Tommaso. Rom 1947, OCLC 933916.
- mit Zoltán Alszeghy: Il creatore. L'inizio della salvezza. Florenz 1961, OCLC 955893895.
- mit Zoltán Alszeghy: Il mistero della croce. Brescia 1978, OCLC 954531036.
- mit Zoltán Alszeghy: I primordi della salvezza. Turin 1979, ISBN 88-211-7824-2.

| Personendaten    | Personendaten                     |
| ---------------- | --------------------------------- |
| NAME             | Flick, Maurizio                   |
| KURZBESCHREIBUNG | italienischer Jesuit und Theologe |
| GEBURTSDATUM     | 12. November 1909                 |
| GEBURTSORT       | Mailand                           |
| STERBEDATUM      | 23. April 1979                    |
| STERBEORT        | Rom                               |